# Sejmik

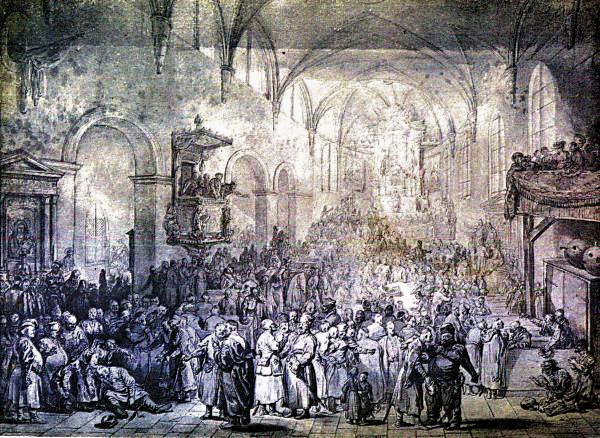
Sejmik in einer Kirche, Zeichnung von Jan Piotr Norblin

Ein Sejmik (Verkleinerungsform von Sejm, dem polnischen Parlament) ist eine regionale Selbstverwaltungskörperschaft in Polen. Im Zuge der Verwaltungsreform von 1998 wurden sie auf Ebene der Woiwodschaften wieder eingerichtet (Sejmik województwa). Der Sejmik wählt die Exekutive der Woiwodschaft, der der Woiwodschaftsmarschall vorsteht
„Sejmik“ war auch der Name der regionalen Ständeversammlungen im Königreich Polen-Litauen, die es auf mehreren Ebenen gab.

## Geschichte
Sejmiks gab es seit dem von König Kasimir IV. erlassenen Statut von Nieszawa. Darin wurden regelmäßige Versammlungen der Szlachta vorgesehen, was unter anderem auch zur Herausbildung des Zweikammernsystems im Sejm führte.
Sejmiks wurden vom König oder Woiwoden einberufen. Der König (oder sein Repräsentant) legte in einem Schriftstück (legacja królewska) die zu erörternden Angelegenheiten fest. Wählbar war der Adel der entsprechenden Woiwodschaft, die Abgeordneten anderer Stände hatten lediglich eine beratende Stimme. Jeder Sejmik wählte einen Sejmikmarschall, der ihm vorstand. 
Im polnischen Reichsteil übernahm im Laufe der Zeit der Kleinadel die politische Führung, während im Großfürstentum Litauen die Magnaten tonangebend blieben. Ihren Höhepunkt erreichten die Sejmiks an der Wende vom 17. zum 18. Jahrhundert, als sie eigenmächtig die Dauer ihrer Tagungsperiode festsetzen konnten. Dies wurde im Stummen Sejm von 1717 unterdrückt. 
Ein Sejmik konnte – wie der Sejm des Gesamtreiches – durch ein Liberum Veto blockiert werden, was wiederum zur Bildung von Adelskonföderationen führte, die Mehrheitsentscheidungen erzwangen. 1768 beschloss der Repnin-Sejm die Abschaffung des  Liberum Veto auf der Ebene der Sejmiks (nicht aber im Sejm).
Die Sejmiks bestanden bis zur Dritten Polnischen Teilung 1795.

### Ebenen und Aufgaben der Sejmiks in Polen-Litauen
Sejmiks wurden in der Regel auf offenem Feld abgehalten. Es gab mehrere Arten:
- In einem Generalsejmik (Sejmik generalny, Conventiones generales) trafen sich Sejm-Abgeordnete einer bestimmten Region, hauptsächlich um ihr Abstimmungsverhalten im Großen Sejm zu koordinieren. Für die verschiedenen Landschaften des Reiches bildeten sich feststehende Tagungsorte heraus: Koło für Großpolen, Nowy Korczyn für Kleinpolen, Warschau für Masowien, Sądowa Wisznia für die ruthenischen Länder und Wołkowysk für Litauen.
- In einem Land- oder Territorialsejmik (Sejmik ziemski, Conventiones particulares oder Terrestri) trafen sich die Abgeordneten der einzelnen Woiwodschaften. Vor der Einrichtung des Großen Sejm war ihre Bedeutung äußerst groß.
- In einem Sejmik des Powiats (Sejmik powiatowy) trafen sich die Abgeordneten eines Distrikts.

Sie konnten für verschiedene Zwecke zusammenkommen:
- In einem Pre-Sejm (Sejmik przedsejmowy) trafen sich die Abgeordneten, um Deputierte zum Großen Sejm zu wählen. Die Anzahl richtete sich nach der Größe der Woiwodschaft. Gelegentlich trafen sich auch die Abgeordneten mehrerer Woiwodschaften.
- In einem Wahlsejmik (Sejmik elekcyjny) wurden höhere Woiwodschaftsbeamte gewählt.
- In einem Relationalsejmik (Sejmik relacyjny) wurden die Berichte der Sejmabgeordneten gehört, auch wurden dort die Gesetzesbeschlüsse des Sejm (konstytucje sejmowe) präsentiert.
- In einem Deputationssejmik (Sejmik deputatacki) wurden seit König Stephan Báthory die Richter des Krontribunals in Piotrków Trybunalski und des Litauischen Tribunals in Grodno gewählt.
- In einem Wirtschaftssejmik (Sejmik gospodarczy) wurde die Verwaltung der Woiwodschaft beaufsichtigt.